# شهر دل‌شکستگی (ترانه)
«شهر دل‌شکستگی» (به انگلیسی: Heartbreak Town) تک‌آهنگی از دیکسی چیکس است که در سال ۲۰۰۱ میلادی منتشر شد.